# 윤종구
윤종구(尹鍾求, 1933년 7월 24일 ~ )는 대한민국의 의사, 의학자, 대학 교수이다.
서울대학교 의과대학 졸업 후 모교인 서울대학교 의과대학 소아과학교실 조교수와 부교수, 교수 등을 역임하였다. 병리학자 윤일선의 아들이며 대한민국의 제4대 대통령 윤보선의 종질이다. 본관은 해평이다.

## 경력
병리학자 윤일선과 그의 부인 조영숙의 아들로 출생했다. 서울대학교 의과대학을 졸업하고 동 대학원에서 소아과학 석사와 소아과학 박사 학위를 받았다. 이후 서울대병원 소아과 레지던트로 있다가 모교인 서울대학교 의과대학 의학과 소아과학교실 전임강사가 되었다. 그 뒤 서울대 의학과 소아과학교실 조교수와 부교수를 지냈다. 1998년 8월 서울대 의학과 소아과학교실 교수, 1999년 4월 사단법인 인도주의실천의사협의회 부이사장에 피선되었다.

## 학력
- 서울대학교 학사
- 서울대학교대학원 소아과학 석사
- 1973년 서울대학교대학원 소아과학 박사

## 저작

### 논문
- 자세변화가 신생아 경피적 산소분압에 미치는 영향

## 가족 관계
- 아버지 : 윤일선(尹日善,尹日善,  1896년 10월 5일 ~ 1987년 6월 22일)
- 어머니 : 조마구례(趙瑪久禮, 趙瑪玖禮, 다른 이름은 조영숙(趙榮淑) 또는 Margaret Young Sook Cho, 1901년 12월 14일 ~ 2003년 8월 9일)
  - 형: 윤석구(尹錫求, 1929년 9월 6일 - , 물리학자, 미국 사지노 대학 물리학과 교수)
  - 형: 윤탁구(尹鐸求, 1932년 6월 15일 - , 의사·원자력 병원장 역임)
  - 동생 : 윤진구 (尹鎭求, 1936년 3월 22일 - )
  - 동생 : 윤용구(尹鏞求, 1937년 - )
  - 제수 : 윤양희(尹洋姬, 음악가·파이프오르가니스트·언론인, 총신대학교, 이화여자대학교 교수)
  - 누나 : 윤영구 (남편 최희창의 성을 따라 Alice Yun Chai 또는 앨리스 최로 불림, 1928년 7월 10일 - 2011년 5월 9일, 하와이대 여성학과 (Department of Womens Studies) 교수)
  - 매형 : 최희창(Hichang Chai)
  - 누나 : 윤 구

## 같이 보기
- 윤일선
- 윤치오
- 윤유선
- 윤석구
- 윤탁구
- 윤창구
- 윤치왕
- 윤보선